# Медетбек, Темирхан
Темирхан Медетбек (6 марта 1945, Туркестан, Южно-Казахстанская область, Казахская ССР, СССР — 10 мая 2025) — советский и казахский поэт. Народный писатель Казахстана (2024), лауреат Государственной премии РК (2000). Кавалер орденов «Курмет» и «Парасат» (2018).

## Биография
Родился 6 марта 1945 года в колхозе имени Амангельды (ныне село Нуртас) Туркестанского района Южно-Казахстанской области.
После окончания средней школы в г. Туркестан около двух лет работал колхозником в родном селе, затем год спустя корректором в районной газете.
Учился на филологическом факультете Казахского государственного педагогического института им. Абая (ныне Казахский национальный педагогический университет).
Умер 10 мая 2025 года после тяжёлой болезни в возрасте 80 лет.

## Трудовая деятельность
Трудовую деятельность начал регистратором, корреспондентом в районной газете.
В 1967—1971 годы — редактор отдела Республиканского телевидения.
В 1973—1976 годы — корреспондент, заведующий отделом Мангыстауской областной газеты «Коммунистік жол».
В 1976—1985 годы — литературный консультант в Союзе писателей Казахстана.
В 1985—1986 годы — заведующий отделом Республиканского общества защиты памятников культуры.
В 1986—1987 годы — председатель общества «Қазақ тілі» в Мангыстауской области.
В 1988—1991 годы — председатель Мангыстауского областного телевидения, редактором газеты «Социалистік Қазақстан» (ныне «Егемен Қазақстан»).
В 1996 года — второй секретарь правления СП Казахстана.
В 2003—2006 годы — главный редактор журнала «Ақиқат».
В 2006—2008 годы — главный редактор журнала «Жұлдыз».

## Творчество
Первый сборник стихов «Жанымның жас құрағы» издан в 1970 году.
Автор сборников стихов «Сапар алдында» (1973), «Алыс шақырымдар» (1975), «Көгершін қауырсындары» (1982), «Дауыс» (1984), «Городские эскизы» (1985), «Тағдырлы жылдар жырлары» (2000), «Көк түріктер сарыны» (2001). Мысли о литературе: «Абай әлемі» (1995), «Баба дәстүрдің мұрагері кім: туған әдебиет туралы ойлар» (2006), «Сегіз қырлы, сексен сырлы әлем бұл» (Туған әдебиет туралы ойлар), «Күретамыр» (2012). Автор поэм: «Махамбет рухының монологы», «Күлтегін», «Тоныкөк». Им переведены на казахский язык произведения В. Гужвы, Е. Вахидова и др.
Стихи переведены на киргизский, узбекский, украинский, русский, китайский, татарский языки.
Переводил стихи таких поэтов, как Пушкин, Лермонтов, Якуб Колас, Янка Купала, Леся Украинка, Радован Загович, Бодлер, Верхарн, Пабло Неруда, Незвал, Эркин Вахидов, Кулаковский.

## Награды и звания
- 1983 — Лауреат премии Союза писателей Республики Казахстан за книгу «Көгершін қауырсындары»;
- 1998 — Медаль «Астана»;
- 2000 — Лауреат Государственной премии Республики Казахстан в области литературы и искусства за сборник стихов «Тағдырлы жылдар жырлары»;
- 2001 — Медаль «10 лет независимости Республики Казахстан»;
- 2005 — Орден Курмет;[2]
- 2018 — Орден Парасат — за выдающиеся заслуги в казахской литературе и культуре.;
- 2024 (23 октября) — Звание «Қазақстанның халық жазушысы» (Народный писатель Республики Казахстан)[3].